# Carver (Minnesota)
Carver és una població dels Estats Units a l'estat de Minnesota. Segons el cens del 2000 tenia 1.266 habitants.

## Demografia
Segons el cens del 2000, Carver tenia 1.266 habitants, 458 habitatges, i 349 famílies. La densitat de població era de 127 habitants per km².
Dels 458 habitatges en un 40% hi vivien nens de menys de 18 anys, en un 66,2% hi vivien parelles casades, en un 7% dones solteres, i en un 23,6% no eren unitats familiars. En el 17,2% dels habitatges hi vivien persones soles el 3,1% de les quals corresponia a persones de 65 anys o més que vivien soles. El nombre mitjà de persones vivint en cada habitatge era de 2,76 i el nombre mitjà de persones que vivien en cada família era de 3,13.
Per edats la població es repartia de la següent manera: un 29,2% tenia menys de 18 anys, un 6% entre 18 i 24, un 42,1% entre 25 i 44, un 17% de 45 a 60 i un 5,7% 65 anys o més.
L'edat mediana era de 33 anys. Per cada 100 dones de 18 o més anys hi havia 104,1 homes.
La renda mediana per habitatge era de 65.083 $ i la renda mediana per família de 70.673 $. Els homes tenien una renda mediana de 43.125 $ mentre que les dones 29.408 $. La renda per capita de la població era de 25.020 $. Entorn del 0,6% de les famílies i el 2% de la població estaven per davall del llindar de pobresa.

## Poblacions més properes
El següent diagrama mostra les poblacions més properes.